# 色即ぜねれいしょん
『色即ぜねれいしょん』（しきそくぜねれいしょん）は、みうらじゅんによる日本の小説。2004年に光文社文庫より発行された。

## あらすじ
ボブ・ディランを愛する文化系の高校1年生の乾純は、ヤンキーや体育会系の集まる学校で冴えない日々を送っていた。ある日、友人の伊部と池山からフリーセックス主義の島に行かないかと誘われる。

## 映画
2009年に田口トモロヲ監督により映画化された。
キャッチコピーは「青春は、モヤモヤするほど、ドキドキする。」

### キャスト
- 乾純：渡辺大知（黒猫チェルシー）
- ヒゲゴジラ：峯田和伸（銀杏BOYZ）
- ヒッピー：岸田繁（くるり）
- おかん：堀ちえみ
- おとん：リリー・フランキー
- オリーブ：臼田あさ美
- 足立恭子：石橋杏奈
- 池山：森岡龍
- 伊部：森田直幸
- 須藤：古川雄弥
- ロック喫茶のママ：大西ユカリ
- アキちゃん：山本浩司
- 純子：安藤サクラ
- 妙子：山田ゆき
- 医師：大杉漣
- 恭子の父：宮藤官九郎
- 池山の父：木村祐一
- 法然高校 教師：塩見三省

### エキストラ
- 細川翔子：女子高生

### スタッフ
- 監督：田口トモロヲ
- 美術：丸尾知行
- 音響効果：伊藤瑞樹
- VFXスーパーバイザー：小田一生
- 記録：杉山昌子
- 照明：蒔苗友一郎
- 装飾：吉村昌悟
- 録音：久連石由文
- 助監督：宮城仙雅
- 製作委員会：スタイルジャム、バンダイビジュアル、衛星劇場、光文社、エキスプレス

### 受賞
- 新藤兼人賞2009銀賞（田口トモロヲ）
- 第1回TAMA映画賞最優秀新進男優賞（渡辺大知）

## 出版情報
- ISBN 978-4334924423

## 漫画
2009年9月8日（2009年No.19）から2011年4月26日（2011年No.10）まで『ヤングチャンピオン』（秋田書店）で漫画版が連載された。作画担当は、喜国雅彦）。単行本は全2巻。
1. 2010年8月20日発売 ISBN 978-4-253-15075-0
2. 2011年6月20日発売 ISBN 978-4-253-15076-7